# Zibello
Zibello (emilián nyelven Zibèl) település Olaszországban, Emilia-Romagna régióban, Parma megyében.  Zibello Busseto, Pieve d’Olmi, Polesine Parmense, Roccabianca, San Daniele Po, Soragna és Stagno Lombardo községekkel határos.

## Népesség
A település lakossága az elmúlt években az alábbi módon változott: